# Peucetia formosensis
Peucetia formosensis es una especie de araña lince del género Peucetia, de la familia Oxyopidae, orden Araneae. Fue descrita por Kishida en 1930.
Se distribuye por Asia: China y Japón (Okinawa). Fue publicada en A new Formosan oxyopid spider, Peucetia formosensis n. sp. Lansania 2: 145-, 150.